# Finalen av Europacupen i fotboll 1977/1978
Finalen av Europacupen i fotboll 1977/1978 spelades mellan Liverpool, England och Club Brugge, Belgien den 10 maj 1978 på Wembley Stadium i London i England, Storbritannien. Liverpool var regerande mästare medan Brugge som första belgiska lag var i final sedan starten av cupen 1956. Britterna hade imponerat och tämligen lätt tagit sig till sin andra raka final medan Brugge vunnit med endast ett måls övervikt i varje omgång utom i omgång 1 då man besegrat finska Kuopion Palloseura med sammanlagt 9–2.

## Lagens väg till finalen
Resultaten står i favör till respektive lag.
| Liverpool                | Liverpool | Liverpool | Liverpool | Omgång        | Club Brugge     | Club Brugge | Club Brugge | Club Brugge |
| ------------------------ | --------- | --------- | --------- | ------------- | --------------- | ----------- | ----------- | ----------- |
| Motståndare              | Resultat  | Resultat  | Resultat  |               | Motståndare     | Resultat    | Resultat    | Resultat    |
| Motståndare              | Hemma     | Borta     | Totalt    | Hemma         | Motståndare     | Borta       | Totalt      |             |
|                          |           |           |           | Omgång 1      | Kups            | 5–2         | 4–0         | 9–2         |
| Dynamo Dresden           | 5–1       | 1–2       | 6–3       | Omgång 2      | Panathinaikos   | 2–0         | 0–1         | 2–1         |
| Benfica                  | 4–1       | 2–1       | 6–2       | Kvartsfinaler | Atlético Madrid | 2–0         | 2–3         | 4–3         |
| Borussia Mönchengladbach | 3–0       | 1–2       | 4–2       | Semifinaler   | Juventus        | 2–0         | 0–1         | 2–1         |

## Detaljer
Att det var Liverpool och Brugge som möttes i finalen var ingen sensation. Bägge lagen hade visat att man tillhörde Europatoppen och bland annat mötts i 1976 års Uefacupfinal vilken Liverpool vunnit med det sammanlagda resultatet 4-3. Att matchen skulle spelas på Wembley, inför mestadels engelsmän, gjorde Liverpool till stora favoriter att kunna försvara sin titel.
Första halvlek var tillknäppt. Brugge hade lagt sig på försvar och Liverpool hade svårt att komma till riktiga chanser. Ray Kennedys halv-volley från nära håll längs med målet och Graeme Souness volley från strax utanför straffområdet i slutet av halvleken var de bästa chanserna till mål för britterna.
Andra halvlek bjöd på flera chanser, bland annat genom ett friläge för Liverpools Terry McDermott som dock fick se danske målvakten i Brugge, Birger Jensen, göra ytterligare en fin parad. I matchminut 64 var Jensen dock maktlös då Kenny Dalglish, ny för året hos engelsmännen, av sin landsman Souness serverats ett friläge i höger innerposition i Brugges straffområde. I höjd med målområdet kunde Dalglish sedan chippa bollen över en utrusande Jensen och in i målets bortre vänstra hörn för en 1–0-ledning för "the Reds". Målet skulle bli matchens enda och Liverpool kunde därmed fira sina andra raka seger i Europacupen för mästarlag.

### Matchen
|  | 10 maj 1979 19:15 UTC+1 | Wembley Stadium000 London000 |

| Liverpool | Liverpool          | 1 – 0           | Club Brugge | Club Brugge |
| Liverpool | Kenny Dalglish 64′ | (0 – 0) Rapport |             | Club Brugge |
|           |                    |                 |             |             |

| Startelva:  |    |                  |     |     |
|             |    |                  |     |     |
| MV          | 1  | Ray Clemence     |     |     |
| HB          | 2  | Phil Neal        |     |     |
| MB          | 4  | Phil Thompson    |     |     |
| MB          | 3  | Alan Hansen      |     |     |
| VB          | 6  | Emlyn Hughes     |     |     |
| HM          | 8  | Jimmy Case       | 29' | 63′ |
| CM          | 10 | Terry McDermott  |     |     |
| CM          | 11 | Graeme Souness   |     |     |
| VM          | 5  | Ray Kennedy      |     |     |
| CA          | 7  | Kenny Dalglish   |     |     |
| CA          | 9  | David Fairclough |     |     |
| Inhoppare:  |    |                  |     |     |
| MF          | 12 | Steve Heighway   |     | 63′ |
|             |    |                  |     |     |
|             |    |                  |     |     |
|             |    |                  |     |     |
|             |    |                  |     |     |
|             |    |                  |     |     |
|             |    |                  |     |     |
|             |    |                  |     |     |
|             |    |                  |     |     |
|             |    |                  |     |     |
|             |    |                  |     |     |
|             |    |                  |     |     |
|             |    |                  |     |     |
| Tränare:    |    |                  |     |     |
| Bob Paisley |    |                  |     |     |

| Startelva:   |    |                   |     |     |
|              |    |                   |     |     |
| MV           | 1  | Birger Jensen     |     |     |
| HB           | 2  | Fons Bastijns     |     |     |
| MB           | 4  | Georges Leekens   |     |     |
| MB           | 3  | Eduard Krieger    |     |     |
| VB           | 5  | Gino Maes         |     | 71′ |
| HM           | 6  | Julien Cools      |     |     |
| CM           | 7  | René Vandereycken | 35' |     |
| CM           | 10 | Lajos Kű          |     | 58′ |
| VM           | 8  | Daniël De Cubber  |     |     |
| CA           | 9  | Jan Simoen        |     |     |
| CA           | 11 | Jan Sørensen      |     |     |
| Inhoppare:   |    |                   |     |     |
| MF           | 13 | Dirk Sanders      |     | 58′ |
| F            | 14 | Jos Volders       |     | 71′ |
|              |    |                   |     |     |
|              |    |                   |     |     |
|              |    |                   |     |     |
|              |    |                   |     |     |
|              |    |                   |     |     |
|              |    |                   |     |     |
|              |    |                   |     |     |
|              |    |                   |     |     |
|              |    |                   |     |     |
|              |    |                   |     |     |
|              |    |                   |     |     |
| Tränare:     |    |                   |     |     |
| Ernst Happel |    |                   |     |     |

| Domare: Charles Corver (Nederländerna) | Publik: 92 500 |  |